# Liga dos Campeões da CAF de 1974
A Copa Africana dos Campeões Clubes 1974 foi a 10ª edição da competição anual de clubes internacionais de futebol realizada na região da CAF (África). O CARA Brazzaville da República do Congo venceu a final, tornando-se campeão da Africa pela primeira vez.

## Equipes classificadas
| Associação                     | Equipe                 |
| ------------------------------ | ---------------------- |
| Benim                          | AS Porto Novo          |
| Costa do Marfim                | ASEC Mimosas           |
| Etiópia                        | Tele SC                |
| Egito                          | Ghazl El-Mehalla       |
| Gana                           | Hearts of Oak          |
| Guiné                          | Hafia FC               |
| Gabão                          | Zalang COC             |
| Nigéria                        | Bendel Insurance       |
| Níger                          | Sahel SC               |
| Líbia                          | Al-Ahly(Tripoli)       |
| Lesoto                         | Linare FC              |
| Tanzânia                       | Simba SC               |
| Zâmbia                         | Green Buffaloes        |
| Madagáscar                     | JS Antalaha            |
| República do Congo             | CARA Brazzaville       |
| República Centro-Africana      | Olympic Real de Bangui |
| República Democrática do Congo | AS Vita Club           |
| Somália                        | Horseed FC             |
| Sudão                          | Al-Hilal Club          |
| Senegal                        | ASC Jeanne d'Arc       |
| Serra Leoa                     | Ports Authority F.C.   |
| Libéria                        | Mighty Barolle         |
| Uganda                         | Simba FC               |
| Togo                           | CO Modèle de Lomé      |
| Mali                           | Djoliba AC             |
| Quênia                         | AFC Leopards           |

## Primeira rodada
| Equipe 1             | Total | Equipe 2     | 1.º jogo | 2.º jogo |
| -------------------- | ----- | ------------ | -------- | -------- |
| Bendel Insurance     | 7-1   | Sahel        | 7-0      | 0-1      |
| Al-Ahly (Tripoli)    | 2-5   | Al-Hilal     | 2-2      | 0-3      |
| Linare               | 2-5   | Simba        | 1-3      | 1-2      |
| Green Buffaloes      | 6-2   | JS Antalaha  | 4-1      | 2-1      |
| Brazzaville          | 7-1   | Zalang COC   | 3-1      | 4-0      |
| Olympic Real         | 4-1   | Simba        | 4-0      | 0-1      |
| Modèle Lomé          | 3-1   | Porto Novo   | 3-0      | 0-1      |
| Mighty Barolle       | 0-2   | Mimosas      | 0-0      | 0-2      |
| Ports Authority F.C. | 4-5   | Jeanne d'Arc | 3-2      | 1-3      |
| Tele SC              | w/o   | Horseed      | 1        |          |

1 Horseed FC retirou se.

## Oitavas de Final
| Equipe 1         | Total       | Equipe 2         | 1.º jogo | 2.º jogo |
| ---------------- | ----------- | ---------------- | -------- | -------- |
| Djoliba          | 2-1         | Bendel Insurance | 2-0      | 0-1      |
| Ghazl El-Mehalla | 5-5 (4-2 p) | Al-Hilal         | 4-1      | 1-4      |
| Green Buffaloes  | 1-3         | Simba            | 1-2      | 0-1      |
| Brazzaville      | 4-3         | Vita Club        | 4-0      | 0-3      |
| Hearts of Oak    | 9-4         | Olympic Real     | 6-1      | 3-3      |
| Mimosas          | 5-0         | Modèle Lomé      | 3-0      | 2-01     |
| Jeanne d'Arc     | w/o         | Hafia            | 2        |          |
| Léopards         | 2-1         | Tele SC          | 2-0      | 0-1      |

1 CO Modèle de  Lomé saiu após o primeiro jogo e foi desclassificado da competição.

2 Hafia FC retirou se.

## Quartas de final
| Equipe 1         | Total     | Equipe 2     | 1.º jogo | 2.º jogo |
| ---------------- | --------- | ------------ | -------- | -------- |
| Djoliba          | 0-3       | Brazzaville  | 0-0      | 0-3      |
| Ghazl El-Mehalla | 4-1       | Léopards     | 3-0      | 1-1      |
| Hearts of Oak    | 1-2       | Simba        | 1-2      | 0-0      |
| Mimosas          | 2-2 (g.f) | Jeanne d'Arc | 2-1      | 0-1      |

## Semi-Final
| Equipe 1    | Total        | Equipe 2         | 1.º jogo | 2.º jogo |
| ----------- | ------------ | ---------------- | -------- | -------- |
| Simba       | 1-1 (0-3 p.) | Ghazl El-Mehalla | 1-0      | 0-1      |
| Brazzaville | 6-1          | Jeanne d'Arc     | 2-0      | 4-1      |

## Final
| Equipe 1    | Total | Equipe 2         | 1.º jogo | 2.º jogo |
| ----------- | ----- | ---------------- | -------- | -------- |
| Brazzaville | 6-3   | Ghazl El-Mehalla | 4-2      | 2-1      |

## Campeão
| Liga dos Campeões da CAF 1974 Campeão |
| ------------------------------------- |
| República do Congo                    |
| CARA Brazzaville Primeiro Titúlo      |